# Мейтленд Ворд
Мейтленд Ворд (англ. Maitland Ward), при народженні Е́шлі Мейтленд Велкос (англ. Ashley Maitland Welkos); нар. 3 лютого 1977, Лонґ-Біч, Каліфорнія, США) — американська акторка, фотомодель, косплеєрка, порноакторка.

## Ранні роки
Народилася у Лонґ-Біч, Каліфорнія. Єдина дитина в родині Роберта Велькоса та Сінтії Ворд Велкос. Має німецьке, англійське та норвезьке походження. Її пращури походять з Північної Дакоти, Вісконсину, Онтаріо (Канада), Монтани, Техасу, Німеччини та Норвегії. З дитинства захоплювалася акторською грою та мріяла стати акторкою. Проте батьки не дозволили б їй почати кар'єру до 16 років. 
Навчалася у Каліфорнійському Державному Університеті Лонґ-Біч. Під час життя у Нью-Йорку вивчала письменницьке та сценарне мистецтво в Університеті Нью-Йорку.

## Кар'єра

### Кіно та телебачення

#### 1994—1996 «Зухвалі та Красиві»
Розпочала свою кар'єру ще під час навчання у старших класах.
Під час проходження майстер-класу з гри у мильних операх, що його проводила директорка з підбору акторів Крісті Дулі [Архівовано 16 лютого 2017 у Wayback Machine.], вирішила випробувати себе у цьому напрямку. Першими її пробами був відбір до телевізійного ситкому Врятовані Дзвоником для каналу NBC. І вже другі проби забезпечили їй роль другорядної персонажки Джесіки Форестер (англ. Jessica Forester) у серіалі Зухвалі і Красиві, яку вона грала протягом п'ятнадцяти епізодів з 1994 по 1996.

#### 1997—1998
У період з 1997 по 1998 роки грала другорядну персонажку Кендіс Лі (англ. Candice Lee) у телефільмі Вбиваючи Містера Гріфіна (1997), епізодичні ролі Тіни (англ. Tina) у серіалі USA High (1998), Крісті (англ. Christy) у серіалі Home Improvement (1998) та Елеанор (англ. Eleanor) у фільмі Interlocked: Thrilled to Death (1998).

#### 1998—2000 «Хлопець Пізнає Світ»
У 1998 персонажку Ворд, Рейчел МакҐвайр, було додано до основного акторського складу серіалу Хлопець пізнає світ від телекомпанії ABC (з часом у синдикації з Disney Channel), в якому вона продовжила зніматись до кінця серіалу у 2000 році.

#### 2000—2007
Протягом початку двохтисячних зіграла другорядну роль Моллі (англ. Molly) у романтичній комедії Dish Dogs (2000), епізодичну роль Рейчел Ньюман (англ. Rachel Newman) у одному з епізодів серіалу Boston Public (2002), роль Бріттані Вілсон у комедії Білі ціпоньки (2004), провідну роль Стейсі (англ. Staci) у пілотному епізоді сіткому Out of Practice, а також епізодичну роль Дані (англ. Dani) в одній з серій Rules of Engagement (2007).

#### 2013 «Дівчата Пізнають Світ»
У 2013 році виконавчий продюсер серіалу Хлопець пізнає світ Майкл Джейкобс (англ. Michael Jacobs) анонсував вихід спін-офу під назвою Дівчата Пізнають Світ, а також пообіцяв появу персонажів з оригінального серіалу в новому, проте персонажка Ворд стала єдиною, яка не з'явилася в новому серіалі до самого його завершення у 2017 році.

### Косплей та еротичні фотосесії
У Березні 2010 Ворд завела акаунт у мережі Твіттер, а в листопаді 2011 — Інстаграм. У 2013 році під час зустрічі з акторським складом Хлопець пізнає світ у рамках Телевізійного Фестивалю ATX у Ґростоні Ворд розмістила у мережі Інстаграм своє з колишніми колегами Метью Лоурензом та Беном Севеджем, де вони радіють тому, що встигли на літак. Це фото викликало неабиякий інтерес популярних медіаресурсів, таких як E! Online, MTV та The Huffington Post.
Приблизно через рік, відвідуючи захід Meltdown Comics у Лос-Анжелесі, Ворд погодилася зробити фотосесію в образі Принцеси Леї, персонажки саги Зоряні Війни, у золотому бікіні. 4 травня 2014 Ворд розмістила фотосет «Fourth be With You» на своїй сторінці у Інстаграм, що викликало неабиякий ажіотаж серед прихильників у мережі Інтернет. Того ж року у вересні Ворд з'явилася на Комік-коні у Сан-Дієґо у образі Джесіки 6 з фільму Втеча Логана, а через кілька тижнів у сексуальному образі Рудої Соні на Лонґ-Біч, що викликало неабиякий ажіотаж серед прихильників і привернуло увагу суспільства до Ворд у новому амплуа косплеєрки.
У вересні 2014 року Ворд з'явилася на прем'єрі фільму Будинок з паранормальними явищами 2 у Лос-Анжелесі у прозорій сукні без білизни, у жовтні на модному показі Creativ PR у Голлівуді з'явилася в не менш відвертій сукні, а у грудні знялася для промо-кампанії Creativ PR у вбранні, зробленому з металічного листя, що ледве прикривало тіло. У лютому 2015 зробила відвертий фотосет з елементами БДСМ, інспірований виходом фільму П'ятдесят відтінків сірого. У квітні 2015 Ворд оголила груди під час показу Living Art у Лос-Анжелесі, ставши моделлю для розпису по тілу художника Luciano Paesani. Продовжила публікувати фото у відвертому вбранні у соціальних мережах: під час вечірки Crave Escape на комік-коні у липні 2015, фотосесією до Дня Подяки, на одному з мостів Каліфорнії у грудні і новим вітанням з Днем Зоряних Війн у травні 2016. Тим часом соцмережа Інстаґрам блокувала деякі фото Ворд. На знак протесту Ворд у квітні 2015 розмістила на своїй сторінці фото, де вона ледь прикрита рушником. На платформі Snapchat вона продовжує ділитися відвертими матеріалами, а з часом завела обліковий запис на платформі Patreon. У 2018 Ворд стає номером один платформи Patreon серед перформерів дорослого жанру.

#### Відомі косплей-образи[21][22]
- Принцеса Лея
- Джесіка 6
- Руда Соня
- Лілу[ru]
- Диво-жінка
- Silk Spectre[en]
- Жінка Халк
- Отруйний плющ
- Мера[en]
- Робін
- Гаррі Поттер
- Оріон[en]

### Порноіндустрія
У одному з інтерв'ю Ворд зазначила, що завжди мала схильність до ексгібіціонізму й її захоплення косплеєм тільки поглибило її, що з часом еволюціонувала у потяг до порнографії. Під час святкування Міжнародного Дня Цілування Рудих Ворд зробила фотосет з порноакторкою Елле Олександрою, що згодом познайомила її з акторками Соверейн Сіре та Lily Love. Так Ворд почала зніматися з жінками, а невдовзі і з чоловіками — Daniel Reginald Mountain та Ісаєю Максвелом (англ. Isiah Maxwell).
У квітні 2019 бутикова модельна агенція Society 15 [Архівовано 30 жовтня 2019 у Wayback Machine.], що спеціалізується на порноіндустрії, оголосила про початок співпраці з Мейтланд Ворд.
3 серпня 2019 вийшов епізод студії Ґреґа Ланського (Blacked), профілем якої є порнофільми міжрасової тематики, за участю Мейтланд Ворд та Джейсона Люва (англ. Jason Luv).
4 жовтня 2019 студія Deeper.com випустила порнографічну кінострічку Правити (англ. Drive), зрежисовану діячкою порноіндустрії Кайден Кросс. У ній Ворд отримала роль «цнотливої жінки, що вибирається зі своєї мушлі».
Станом на кінець жовтня 2019 Мейтланд Ворд на офіційному сайті своєї модельної агенції визначена як особа з дуже обмеженою доступністю, це означає, що вона дає згоду на участь тільки після того, як сама обере щось.
Загалом у 2019 році Ворд співпрацювала з відомими компаніями порноіндустрії, такими як XEmpire, Brazzers, Blacked, IsiahMaxwellXXX, manyvids, Jules Jordan Video, vrbangers та Deeper.

## Особисте життя
21 жовтня 2006 року одружилася з Джоном Теренсом Бакстером у Західному клубі північного ранчу (англ. North Ranch Country Club). Її чоловік працює агентом з нерухомості у офісі Coldwell Banker східного Беверлі Гіллс.
Ворд має двох собак.

## Фільмографія
| Рік       | Назва                          | Роль               | Примітки                        |
| --------- | ------------------------------ | ------------------ | ------------------------------- |
| 1994-1996 | Зухвалі і Красиві              | Джессіка Форрестер | Епізодична роль                 |
| 1997      | Вбиваючи Містера Гріфіна       | Кандіс Лі          | Телевізійний фільм              |
| 1998      | USA High                       | Тіна               | Епізод: «Друзі»                 |
| 1998      | Home Improvement               | Хрісті             | Епізод: «Спробуй старий коледж» |
| 1998-2000 | Хлопець пізнає світ            | Рачел МакҐаір      | Головна роль (45 епізодів)      |
| 1999      | Interlocked: Thrilled to Death | Елеанор            |                                 |
| 2000      | Dish Dogs                      | Моллі              | Відео                           |
| 2002      | Boston Public                  | Рачел Нюман        | Епізод: «Частина 43»            |
| 2004      | Білі ціпоньки                  | Бріттані Вільсон   |                                 |
| 2005      | Out of Practice                | Стаці              | Епізод: «Пілот»                 |
| 2007      | Rules of Engagement            | Дані               | Епізод: «Молоді та зухвалі»     |

## Нагороди та номінації
| Рік  | Премія                | Українська назва  | Оригінальна назва  | Номінація                                 | Перемога |
| ---- | --------------------- | ----------------- | ------------------ | ----------------------------------------- | -------- |
| 1995 | Дайджест мильних опер | Зухвалі і красиві | Bold and beautiful | видатний жіночий новачок                  | -        |
| 1995 | Молодий актор         | Зухвалі і красиві | Bold and beautiful | найкраща гра молодіжної акторки у серіалі | +        |
| 1996 | Молодий актор         | Зухвалі і красиві | Bold and beautiful | найкраща гра молодіжної акторки у серіалі | -        |